# 绰霍尔镇
绰霍尔乡，是中华人民共和国新疆维吾尔自治区伊犁哈萨克自治州察布查尔锡伯自治县下辖的一个乡镇级行政单位。

## 行政区划
绰霍尔乡下辖以下地区：
绰霍尔村、博斯坦村、龙沟村和布占村